# 环境保护主义
环境保护主义（英語：Environmentalism），简称环保主义，是旨在保护环境、推进生态环境健康的宽泛的哲学、意识形态和社会运动，这种健康特别是指包含非人类因素的问题。环境保护主义呼吁依法保护、恢复并改良自然环境，也可以说是控制污染或保护动植物多样性的运动。由此，土地伦理、环境伦理、生物多样性、生态学和亲生命假说等概念占据了主流。
就其核心来说，环境保护主义试图平衡人类和各种自然系统的关系，能够让各个成分取得合适的可持续性发展地位。这种平衡的具体指标和结果充满争议，环境顾虑付诸实施时风格不同。环境保护主义和环境顾虑常以绿色表示。
环境保护主义的对立面是反环境保护主义，后者声称地球不像人们说的那样脆弱，认为左派环保主义者对气候变化过于亢奋，反对人类进步及打壓能源選擇，且把环保议题变成意识形態。

## 定义
环境保护主义是一种试图通过游说、行动和教育影响政治活动以保护自然资源和生态系统的社会运动。该词在1922年首次出现。
环境保护主义者通过改变公共政策或个人行为，阐明我们的自然环境和对资源的可持续管理。这可能包括支持性行动，如消费信息、保护方案、投资可再生资源、提高物质经济效率、向新范式转变、如生态经济学、对非人类生活关系的更新或复兴。
环境保护主义者和环境组织会以各种形式（如草根行动和抗议）来让自然世界在人类事物中发出更大声音。总之，环境保护主义者倡导通过改变公共政策和个人行为实行对可持续性的资源管理以及对自然环境的保护（必要时恢复）。运动承认人类是生态系统的参与者，围绕生态、健康和人权展开。
环境保护主义更多关注的是环境和与自然相关的绿色意识形态和政治，生态主义（ecologism）则包括了社会生态学意识形态和环境保护主义。生态主义更多地出现在欧洲大陆语系，而环境保护主义则更多出现在英语中，但两词并不完全等同。

## 历史
历史上，对环保的关注在世界上不同地区以不同形式展开。例如，在欧洲，当烟熏蔽日时，英格兰的爱德华一世于1272年在伦敦宣布禁止燃烧海煤这种燃料在英国十分普遍，能够从岸边用手推车运过来，早期海煤由此得名。
早期中东的哈里发阿布·伯克尔在630年左右命令部队“不许伤害树木或纵火烧树，”并“不要杀死敌人的牲畜，留着做食物。”九至十三世纪的阿拉伯医学论文讨论了环境保护主义和环境科学，包括污染，作者有肯迪、伊本·西那等人。他们的作品涵盖一系列有关污染的问题，如空气污染、水污染、土地污染、都市固体废物处理不力和一些地区的环境影响评价等。

### 早期立法
蒸汽和电气到来时，掌管历史的缪斯女神捂着鼻子闭着眼睛（H·G·威尔斯，1918年）。
环保运动最初是应工业革命期间大气层烟尘污染增加而产生的。大工厂出现及随之而来的采煤激增导致工业中心前所未有的空气污染；在1900年后，大量工业化学物质排放，未经处理的人类废物倾泻。1863年，不列颠通过了第一部大尺度现代环保法《碱业法》来管理勒布朗制碱法生产碳酸钠时排放的有毒空气污染物（盐酸气体）。碱业检查员和4位助理被任命来控制污染。检查责任逐渐扩张，导致1958年的《碱业令》通过，将所有产生烟尘、粗砂、废气的主要重工业纳入进来。
工业城市地方专家和改革人士，特别是在1890年后，领导了对环境破坏和污染的鉴定，发起了草根运动来要求和达成改革。常见的最高要求是水和空气污染。煤烟消除社会在1898年成立，是世界上最早的环保非盈利机构之一。因煤烟笼罩喘不过气来，艺术家威廉·布莱克·里士满爵士成立这一机构。不过，一些立法比这还早，《1875年公共健康法》要求所有路子都自行处理烟雾，并对大冒黑烟的工厂予以处罚。这些法规延伸至1926年的《烟雾消除法》囊括了其它排放，包括烟灰、灰烬、颗粒，并授予地方当局制定规则的权力。
不过，伦敦在1952年还是出现了烟雾事件，几乎让城市停顿，导致6,000多人死亡，这促成《1956年清洁空气法》通过，让城市污染告终。对用另类方式（如燃气）替换开放煤炉的家庭予以财政补助，也可以选择烧焦炭（燃气生产的副产品）来降低烟尘。一些城镇设立了'烟雾控制区域'，只允许烧无烟燃料，发电厂被移除城市。该法案成为现代环保主义重要的动机，导致对环境破坏伤害人民生活质量的再思考。
在十九世纪末，第一部野生动物保护法通过。动物学家艾尔弗雷德·牛顿在1872至1903年间出版了一系列有关希望建立'禁猎期'来保护当地动物的调查。他呼吁在繁殖季节立法禁止狩猎来保护动物，导致英国皇家鸟类保护协会成立，并影响了世界第一部自然保护法，1869年的《海鸟保护法》通过。

### 运动登场

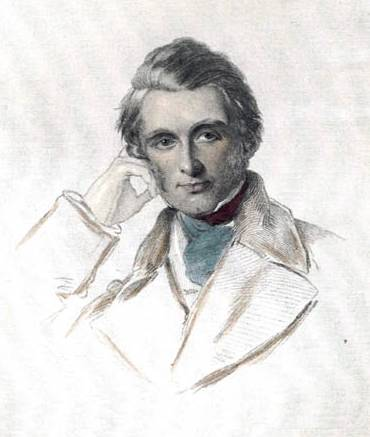
约翰·罗斯金是位具有影响力的思想家，以浪漫主义来倡导环境保护

早期对环境的注重来自十九世纪早期的浪漫主义。诗人威廉·华兹华斯驻足湖区，写下：“这是国家财富，所有有眼来看有心欣赏的都有权有义务。”
就环境系统性的努力仅在十九世纪末开始；应工业化带来的城市兴起，空气和水污染，运动从七十年代英国舒适运动发起。最开始是1865年公众保护协会成立，运动针对工业化侵蚀保护农村。罗伯特·亨特是协会律师，他与哈德威克·罗恩斯利、奥克塔维亚·希尔和约翰·罗斯金成功领导运动，阻止从采石场建铁路运送板岩，破坏纯洁的纽兰兹山谷和恩纳代尔湖。这次成功导致湖区保卫协会（后为湖区之友）成立。
1893年，希尔、亨特和罗恩斯利同意设立全国性组织来指导全国环境保护努力；“国家名胜古迹信托”于1894年正式宣布诞生。根据1907年的国家信托法，该组织有足够基础成为法定公司，该法案于1907年8月通过。
早期的“重回自然”运动采用现代环境保护主义浪漫思想，由约翰·罗斯金、威廉·莫里斯、萧伯纳和爱德华·嘉本特等知识分子倡导，反对消费主义，污染和其它伤害自然世界的活动。此时的工业城市环境恶劣、卫生不佳、遍地污染、住房极差。理想主义者宣称乡村生活是神秘的乌托邦，呼吁还乡。约翰·罗斯金认为人们应该回到小片美丽、平静和丰富的英国土地。在那里我们不会有蒸汽机 . . . 有足够的花朵和蔬菜 . . . 有音乐和诗赋；孩子会学着跳舞唱歌。
建立小型合作农场的实践试图恢复古老的乡村传统，没有“制造业的玷污或人造物的溃烂”，它们蜂拥而起，包括莫里斯舞蹈和五朔节花柱。
这些思想也为不列颠各种环境组织提供灵感，如1889年艾米丽·威廉姆森创办的英国皇家鸟类保护协会，该协会倡导为岛上的鸟类提供更多保护。协会试图从郊区中产阶级及其它有影响力人物那里吸引更多支持，如鸟类学教授艾尔弗雷德·牛顿。到1900年，公共对组织的支持提升，有超过25,000位成员。田园城市运动将许多环境思考纳入城市规划；社会主义联盟和《号角报》运动也开始呼吁自然保护。

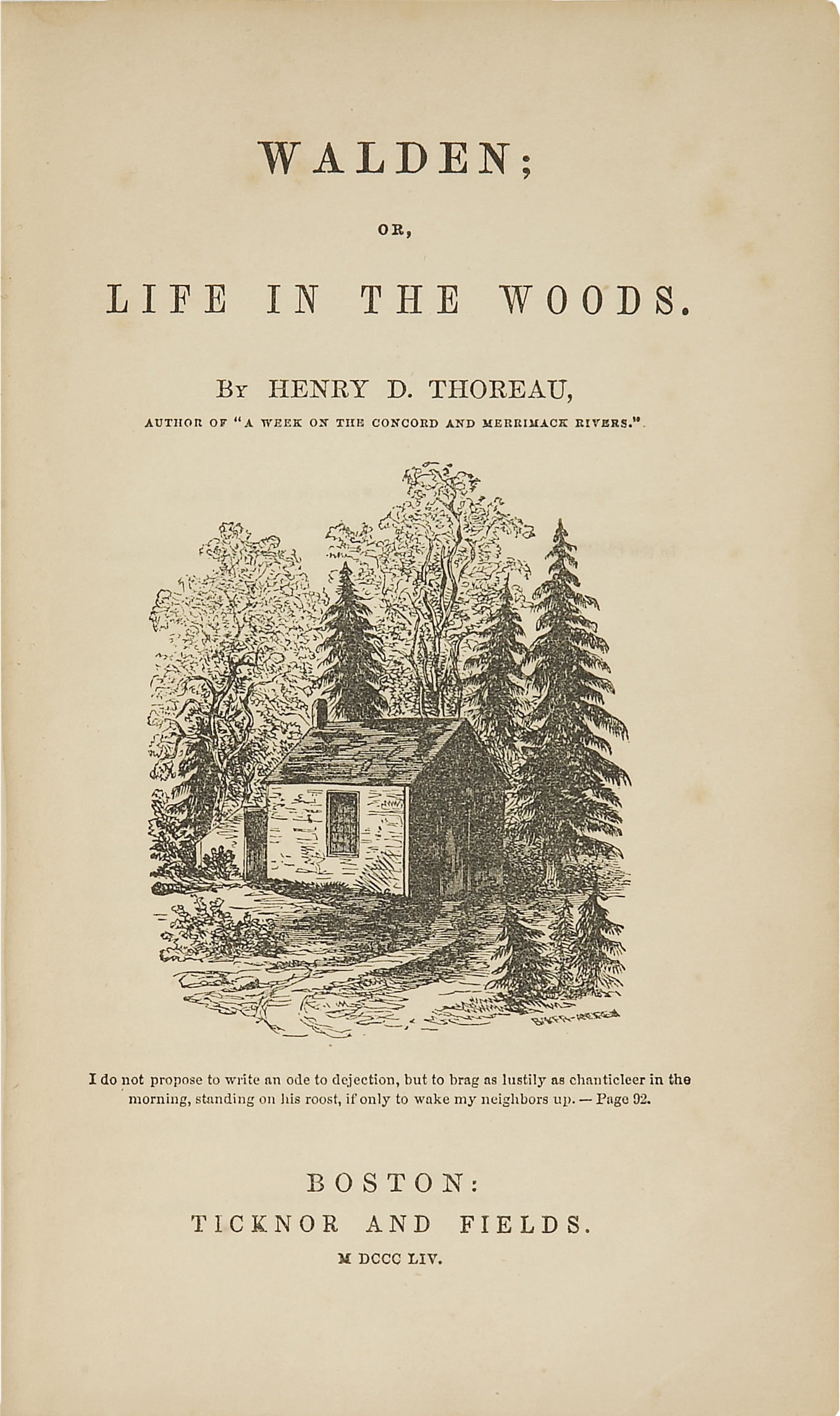
亨利·梭罗的《瓦尔登湖》

美国环保运动开始于十九世纪晚期，关注西部自然资源保护，约翰·缪尔和亨利·梭罗等人做出重要哲学贡献。梭罗关注人民与自然之间的关系，在贴近自然的朴实生活中做了研究。他将经验写在著作《瓦尔登湖》当中，称人们应该更加亲近自然。缪尔相信自然权益，特别是在他畅游约塞米蒂谷，研究生态学和地球学后坚信。他成功游说国会成立约塞米蒂国家公园，在1892年成立塞拉俱乐部。保护原则以及自然权益信仰成为现代环保主义基础。
在二十世纪，环保理念持续流行，得到承认。人们努力拯救一些野生动物，如美洲野牛。最后一只旅鸽灭绝以及美洲野牛濒危使得保护人士倍加关注，大肆宣扬。1916年，美国总统伍德罗·威尔逊成立了美国国家公园管理局。
1919年，不列颠成立了森林管理委员会以增加林地面积，通过购地来进行植树造林和林地复育。委员会也努力推动林场和木材贸易。在二十年代，委员会专注购地造林；许多土地之前是用于农业的。到1939年，森林管理委员会成为不列颠最大的地主。
1930年左右，纳粹支持了一些动物权益、动物园和野生保护，并采取了一些措施。1933年，政府设立了严格的动物保护法，1934年，《帝国狩猎法》通过，限制狩猎。一些纳粹是环保分子（特别是鲁道夫·赫斯），物种保护和动物福利被政权重视。1935年，帝国建立了《帝国自然保护法》。概念永久森林涵盖了森林经营学，保护得到促进，空气污染得到钳制。
1949年，奥尔多·利奥波德出版了《沙乡年鉴》。利奥波德认为人类应该对环境在道德上尊敬，伤害它是不道德的。该书有时被保守人士称为最具影响力的书。
整个二十世纪五十、六十、七十年代及之后的岁月，摄影被用在唤醒公共意识，保护土地，为环保组织招募成员上。大卫·布劳尔、安塞尔·亚当斯和南希·纽霍尔建立了塞拉俱乐部展览版式系列，帮助公共提高环境意识，快速为俱乐部和整个环境运动招募大量新成员。华勒斯·史达格纳 编订了“这是恐龙”，由马丁·利顿和菲利普·海德照相，阻止了在国家恐龙化石保护区修筑水坝。这种新式活动结合了梭罗、利奥波德和缪尔的保守思想，应用了有力的广告、游说、书信等运动。使用强有力照片辅以书信可以追溯到约塞米蒂国家公园的创立，照片说服了亚伯拉罕·林肯永久保护美丽的冰河地貌。塞拉俱乐部展览版式系列刺激公众反对在科罗拉多大峡谷修筑水坝，保护了许多其它国家瑰宝。塞拉俱乐部常常联合并领导其它环保组织，包括荒野协会等等。在五十和六十年代专注保护荒野后，塞拉俱乐部和其它组织扩大了境界，纳入了其它课题，如关注空气和水污染、人口问题、钳制自然资源剥削等。

### 战后

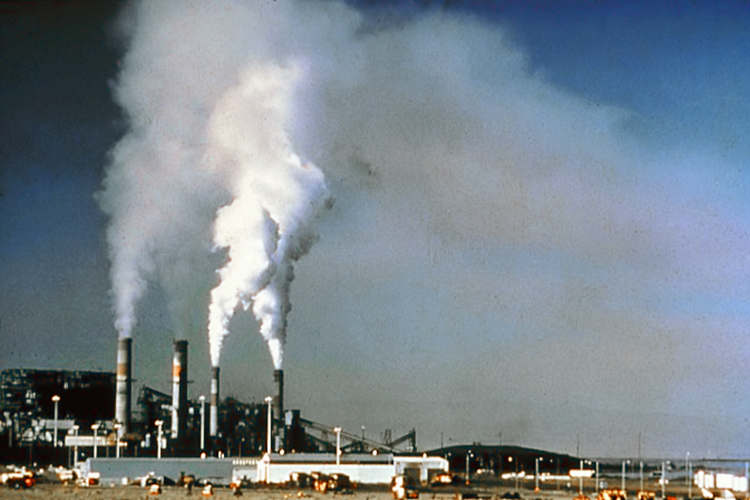
在废气脱硫之前，这家新墨西哥州的发电厂排放了含二氧化硫的空气污染物

1962年，美国生物学家蕾切尔·卡森所著《寂静的春天》出版。故事讲述了美国滥用滴滴涕导致的环境问题，质疑在尚未理解化学物质对生态和人类健康的影响之前的大量应用。故事认为滴滴涕和其它杀虫剂致癌，农业上威胁野生动物，特别是鸟类。这些公共顾虑导致1970年美国国家环境保护局成立，随后该局在1972年禁止滴滴涕农业应用。在世界一些地区，滴滴涕在载体上的应用限制受控持续至今，争议不断。著作的影响不仅仅是环保觉醒，更引发人类如何影响环境的兴趣。这种环保兴趣延伸至空气污染、漏油，并持续上升。新压力组织出现，如著名的绿色和平组织和地球之友，以及地方组织，如1967年成立的怀俄明户外协会。
二十世纪七十年代，在1960年代反文化运动的推动下，环保运动在全世界飞速成长。
世界上首个以环境议题为基础政党为澳大利亚塔斯马尼亚州的塔斯马尼亚团结组织和新西兰的价值党欧洲第一个绿色政党是大众环境运动，于1972年在瑞士纳沙泰尔成立。欧洲第一个全国性绿色政党是PEOPLE，于1973年2月在不列颠成立，最终转型为生态党，尔后英国绿党。
发展中国家环境保护也变得重要起来；在圣雄甘地的影响下，印度出现了抱树运动，以和平方式抱住大树来阻止森林砍伐（衍生出“抱树人”一词）。他们的和平抗争方式和口号“生态是永恒的经济”影响力颇大。
运动另一个里程碑是订立世界地球日。1970年3月21日是春天第一天， 旧金山及其它城市首次庆祝地球日。这是为了唤醒对环境问题的关注。1971年3月21日，联合国秘书长吴丹在地球日上提到了太空船地球号，指的是地球生态系统服务对人们的恩典，人们又义务保护它（就是保护自己）。现在，每年地球日在全球175多个国家通过地球日网络庆祝。
联合国在国际环境问题的第一个主要会议是联合国人类环境会议（或斯德哥尔摩会议），于1972年2月5至16日举行。这标志着国际环境政治发展的转折点。
在七十年代中期，许多人认为环境灾难在即。回归土地运动开始形成，环境道德思想和反对越南战争情绪等其它政治问题结合起来。这些人生活在正常社会之外，开始接纳更加激进的环境理论如深层生态学。在这一时期，更多主流环境保护主义开始展示力量，在1973年通过了《濒危物种法》，在1975年建立了濒危野生动植物物种国际贸易公约。美国通过了重要的修正条例，如《清洁空气法》和《净水法》。
1979年，不列颠科学家詹姆斯·洛夫洛克出版了《盖亚：地球生命新视角》，提出了盖亚假说；它认为地球生命可被视为单个超级有机体。这成为深绿意识形态重要成分。在环境保护主义之后的历史里，深绿意识形态激进支持者和更加主流的环境保护主义者之间辩论不休。
环境保护主义继续面临新的问题，如全球变暖、基因工程和人口过多。
树坐是一种活动形式，抗议者坐在树上，阻止砍伐。最长时间的树坐者是茱莉亚·希尔，她坐在加利福尼亚州红杉树上待了738天，拯救了三英亩地的树林。
静坐示威是一种活动形式，一人或一群人占据树林进行抗议。这种形式呼吁社会变革，如1960年格林斯伯勒静坐抗议种族隔离，但如今被用在环保活动，如达科塔输油管抗议。

## 运动

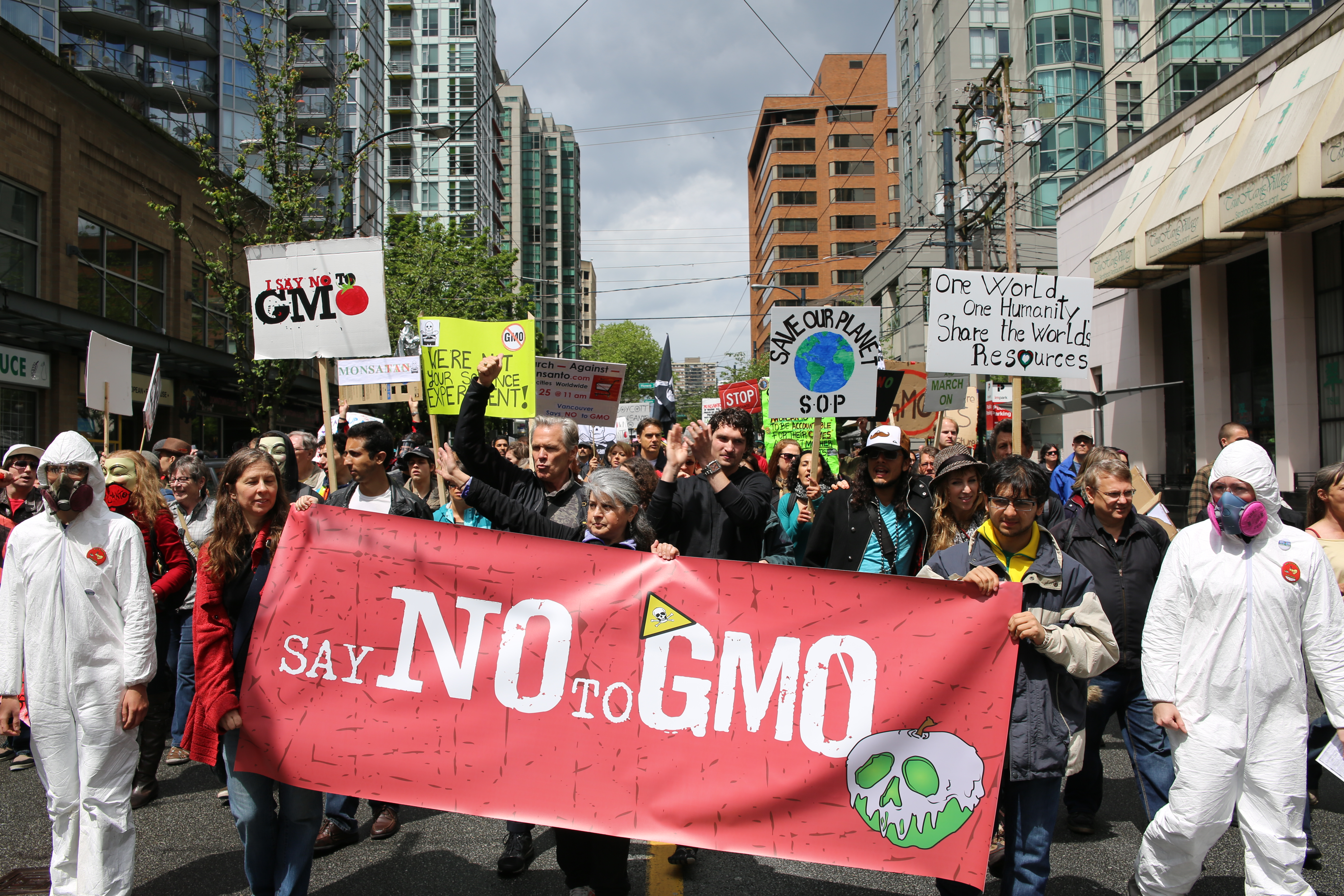
抗议孟山都游行，加拿大温哥华，2013年5月25日

环保运动（有时包括保育运动和绿色政治）是多样性科学、社会和政治运动。虽然运动代表了一系列组织，但由于环境保护主义在课堂上讲述，参与人士相对其它运动更加年轻化。
环境保护主义是涵盖制度压迫等宏大课题的运动，包括如：生态系统和自然资源消耗废弃、将垃圾倒入弱势社区、空气和水污染、基础设施薄弱、有毒物质暴露等等。由于有这些类别，环保运动可以划分到这些主要方面：环境科学、环境活动、环境倡导和环境正义。

### 自由市场
自由市场环境保护主义理论认为自由市场、财产权和侵权行为法律提供了保护环境健康和可持续性的最佳工具。它认为环境管理工作既是自然的，也是污染者和其它侵犯者需要责任的，可通过个人或集体诉讼解决。这得到了自由意志主义和自由保守主义者的支持。

### 资源留存
美国和其它地区的自然保护，包括澳大利亚，都将自然资源存留起来，防止人类或人类活动的接触，如伐木、采矿、狩猎、捕鱼，常用新的活动，如旅游和娱乐来代替。条例和法律会被制定以留存自然资源。

## 组织与会议
环境保护组织可以是全球性、地区性、国家性或地方性的；它们可以是政府组织或非政府组织。环境保护主义活动几乎在所有国家存在。不但如此，这些组织也促进涉及环境问题的社区发展和社会正义。
美国一些环境组织，如自然资源守护委员会和环境保卫基金擅长于诉讼（这种方式在此很有用）。其它组织，如位于美国的国家野生生物联合会、大自然保护协会和荒野协会以及全球组织，如世界自然基金会和地球之友则发布信息，特别是通过公共聆讯、游说、示威，或购买土地来保护。州一级的非盈利组织，如怀俄明户外协会常常与国家组织合作，使用类似方式。小一些的组织，如国际野生生物保护学会则研究濒危物种和生态系统。更多的激进组织，如绿色和平组织、地球优先！和地球解放阵线则对认定的环境破坏行为争锋相对。绿色和平组织通过非暴力方式反对环境破坏行为，将问题带到公众前辩论，而地下的地球解放阵线则会悄悄破坏财产、释放被囚动物，使用非法手段等。不过，这些行径在环保运动中并不常见。
在国际层面上，环境保护成为1972年斯德哥尔摩联合国人类环境会议的议题，有114个国家出席。会议成立了联合国环境署及之后1992年的联合国环境与发展大会。其它支持环境政策发展的国际组织有环境合作委员会（北美自由贸易协议的一部分）、欧洲环境署和政府间气候变化专门委员会。

## 流行文化
- 美国流行媒体被用来传播环保信息。如，美国林业服务局在1944年制作了护林熊[75]；护林熊多次出现在海报、电台和电视节目、电影、杂志等处来警示山火。[76]漫画《马克·特雷尔》[77]由环保人士艾德·多德[78]于1946年制作；漫画每周在175家报纸上连载。另一个是儿童动画片《地球超人》，由泰德·透纳和芭芭拉·派尔[79]于1989制作，教育孩子环境问题。动画片有6季113集，从1990至1996年在100多个国家上映。[80]
- 地球小姐与环球小姐和世界小姐合为世界三大选美大赛，旨在倡导环保意识。选手将会推动具体项目，常会通过学校巡游、种树活动、街头运动、海边清理、演讲、商场巡游、媒体做客、环境大会、讲故事、环境时尚展和其它活动来提及与环境和其它全球相关议题。地球小姐是地球小姐基金会、联合国环境署和其它环保组织的代言人。地球小姐基金会也与参与国家的环保部门、各种私营单位与公司、绿色和平组织以及世界自然基金会合作。

## 反对
许多环保人士认为人类对自然的干预应该紧急受限或最小化（为了生命、地球或为人类自己），氣候变化怀疑论者和反环境保护主义者却认为这是多此一举，认为这是剝奪人類的選择权。当然，环保主义者也可认为人类应该多与自然接触。
不管怎样，从情绪性环保主义向对自然资源和有害物质的技术管理过渡时，会让人们远离自然，出现对环保疏远的风险。

## 更多阅读
- Bakari, Mohamed El-Kamel. "Globalization and Sustainable Development: False Twins?." New Global Studies 7.3: 23-56.ISSN (Online) 1940-0004, ISSN (Print) 2194-6566, DOI: 10.1515/ngs-2013-021, November 2013.
- Daynes, Byron W., and Glen Sussman, eds. White House Politics and the Environment: Franklin D. Roosevelt to George W. Bush (Texas A&M University Press; 2010) 300 pages; evaluates how 12 presidents helped or hindered the cause of environmental protection.
- Hall, Jeremiah. .   [2006-11-25]. （原始内容存档于2006-08-29）.
- Henderson, David R. .  1st. Library of Economics and Liberty. 2002  [2015-04-11]. （原始内容存档于2014-12-20）. OCLC 317650570、50016270、163149563
- Kovarik, William. .   [2006-11-25]. （原始内容存档于2008-07-05）.
- Johnson, Erik W., and Scott Frickel, (2011). “Ecological Threat and the Founding of U.S. National Environmental Movement Organizations, 1962–1998,” Social Problems 58 (Aug. 2011), 305–29.
- Martell, Luke. . Polity Press, 1994. （原始内容存档于2012-07-07）.
- Lear, Linda. . New York: Henry Holt and Company. 1997. ISBN 0-8050-3428-5.
- de Steiguer, J. Edward.  2006.  The Origins of Modern Environmental Thought. The University of Arizona Press.  Tucson.  246 pp.
- John McCormick. 1995. The Global Environmental Movement. John Wiley. London. 312 pp.
- Marco Verweij and Michael Thompson (eds), 2006, Clumsy Solutions for a Complex World: Governance, Politics and Plural Perceptions, Basingstoke: Palgrave Macmillan, ISBN 978-0-230-00230-2
- World Bank, 2003, "Sustainable Development in a Dynamic World: Transforming Institutions, Growth, and Quality of Life" （页面存档备份，存于）, World Development Report 2003, International Bank for Reconstruction and Development and Oxford University Press.
- Keith M. Woodhouse. "The Politics of Ecology: Environmentalism and Liberalism in the 1960s," Journal for the Study of Radicalism, Volume 2, Number 2, 2009, pp. 53–84

## 外部連結
- 中的“Environment”
- EnviroLink Network （页面存档备份，存于） - 一個非營利的環境新聞和信息交流中心
- 清淨家園與節能減碳全民行動網 （页面存档备份，存于） - 一群環保志義工的行動網站，範圍鎖定在整潔美化與節能減碳
- Westland – A Canadian television series (1984-2007) on a broad range of environmental issues, from the UBC Library Digital Collections